# Phil Haigh Auto’s
Phil Haigh Auto’s (nach anderen Quellen Paul Haigh Autos) war ein britischer Hersteller von Automobilen.

## Unternehmensgeschichte
Paul Haigh gründete 1971 das Unternehmen in Stockport in der Grafschaft Greater Manchester. Er begann mit der Produktion von Automobilen und Kits. Der Markenname lautete Anglebug. 1972 endete die Produktion. Insgesamt entstanden etwa sieben Exemplare. Paul Haigh gründete später Repro Rod Parts.

## Fahrzeuge
Das einzige Modell war ein Strandwagen im Stile eines VW-Buggies. Die Basis bildete allerdings das Fahrgestell vom Ford Anglia. Sein Vierzylindermotor hatte 997 cm³ Hubraum.
Im Ford Anglia Owners’ Club sind noch vier Fahrzeuge mit den britischen Kennzeichen HTG 842 K, PWA 434 K, UNH 662 K und VUP 446 bekannt. Darüber hinaus gibt es ein Foto vom Fahrzeug mit dem Kennzeichen VVV 768 S.